# Dendrolagus ursinus
Dendrolagus ursinus là một loài động vật có vú trong họ Macropodidae, bộ Hai răng cửa. Loài này được Temminck mô tả năm 1836.
Loài này có chiều dài đầu đến thân 50–82 cm với duôi dài 40–94 cm và cân nặng lên đến 8 kg. Trên lưng màu đen bóng trong khi phần dưới có màu nâu vàng. Lông ở cổ và họng màu hơi trắng, và khuôn mặt có màu nâu với má trắng hoặc đỏ. Tai nổi bật, dài và có búi. Lông dài xoắn trên vai, một mô hình được cho là giúp mang nước mưa dư thừa ra khỏi đầu. So với những con chuột túi trên cạn, chân tay ngắn, chân rộng, đế được làm nhám và móng vuốt cong để leo cây. 
Đây là loài đặc hữu của đảo New Guinea, loài này có mặt trên bán đảo Vogelkop ở phía tây bắc của đảo và có thể cũng là Bán đảo Fakfak ở Tây Papua. Nó xuất hiện trong các khu rừng nhiệt đới ở độ cao từ 1.000 đến 2.500 m.

## Hình ảnh

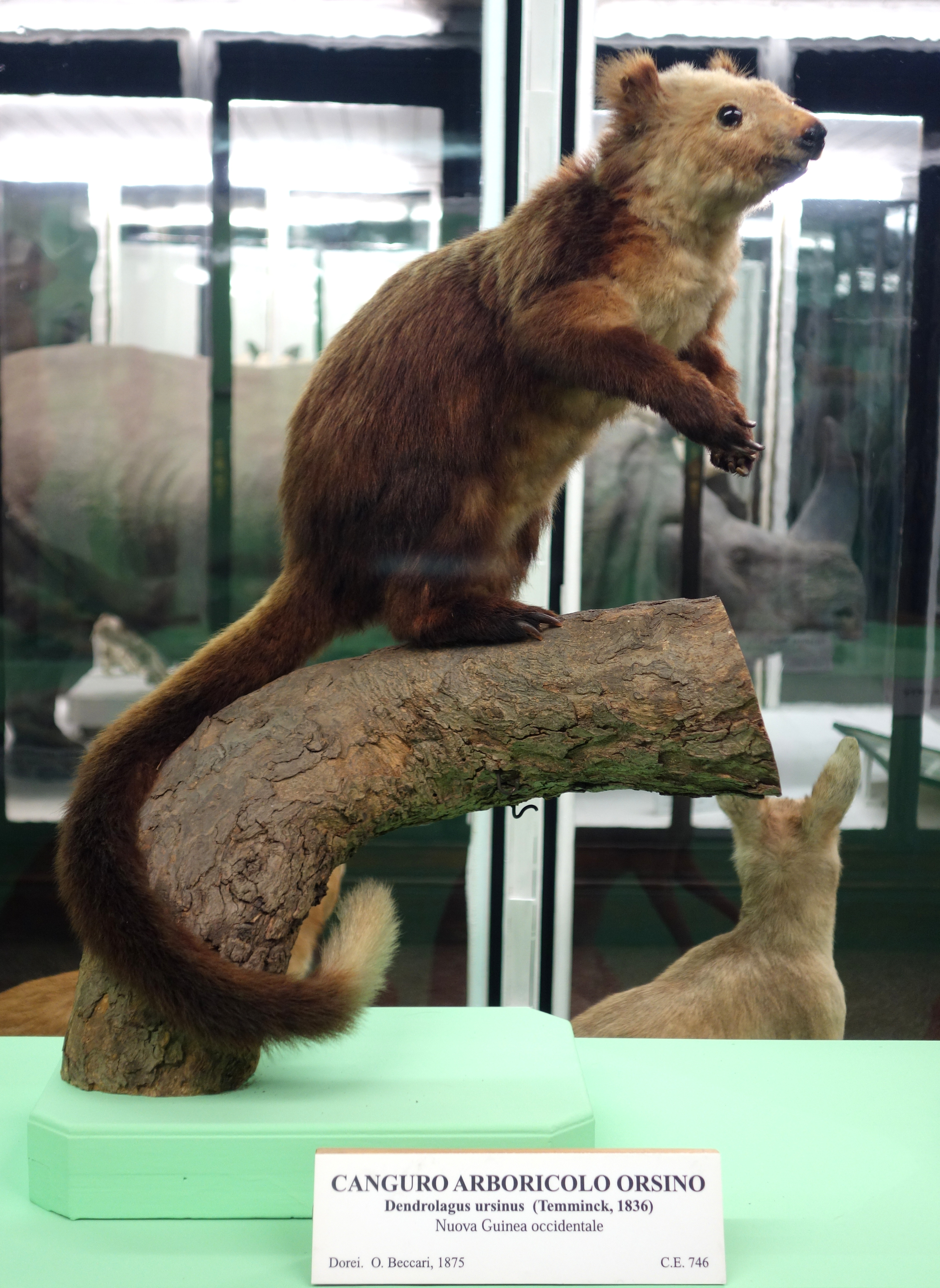